# Фридрих Алберт (Золмс-Зоненвалде)
Фридрих Алберт фон Золмс-Зоневалде (на немски: Friedrich Albert Graf zu Solms-Sonnenwalde und Pouch; * 30 март 1592; † 31 юли 1615 в Зоневалде) е граф на Золмс, господар на Зоневалде, Поух и Барут.
Той е син на граф Ото фон Золмс-Зоневалде и Поух (1550 – 1612) и съпругата му графиня Анна Амалия фон Насау-Вайлбург (1560 – 1634), дъщеря на граф Албрехт фон Насау-Вайлбург (1537 – 1593) и Анна фон Насау-Диленбург (1541 – 1616).
Фридрих Алберт фон Золмс-Зоневалде е убит на 23 години в битка в Зоневалде и е погребан в Зоневалде.

## Фамилия
Фридрих Алберт фон Золмс-Зоневалде се жени за София Шенк фон Таутенбург († 23 януари 1636), дъщеря на Буркхард Шенк фон Таутенбург (1566 – 1605) и Агнес фон Еверщайн от Померания (1576 – 1636). Бракът е бездетен.
Вдовицата му София Шенк фон Таутенбург се омъжва втори път 1618 г. за фелдмаршал граф Волфганг III фон Мансфелд-Фордерорт (1575 – 1638).